# Erich Hackl
Erich Hackl, född 26 maj 1954 i Steyr, är en österrikisk författare och översättare.

## Verk översatta till svenska
- Auroras skäl 1988 (Auroras Anlass 1987)
- Farväl, Sidonie: berättelse 1990 (Abschied von Sidonie 1989)